# StarDance …když hvězdy tančí (13. řada)
Třináctá řada StarDance …když hvězdy tančí, taneční televizní show, měla premiéru na programu ČT1 veřejnoprávní České televize 12. října 2024. Hlavním tématem ročníku byla radost – z tance, z pohybu nebo ze společného sledování, soutěž byla veselá, hravá a pestrobarevná. Znělka a kampaň pořadu se natáčela ve funkcionalistické Volmanově vile.

## Moderátoři a porota
Stálou moderátorskou dvojicí zůstali Marek Eben a Tereza Kostková. Vůbec poprvé nebyl součástí poroty Zdeněk Chlopčík, kterého nahradil Jan Tománek. Dalšími dvěma členy poroty byli jako v předchozí řadě Tatiana Drexler a Richard Genzer. Hlasem, který zval moderátory a taneční páry na parket a uváděl porotce při známkování, patřil i tentokrát Viktoru Preissovi.

## Hudba
O hudební doprovod v XIII. řadě StarDance se postarali MoonDance Orchestra Martina Kumžáka a Epoque Quartet. Zpěvem doprovázeli tanečníky Naďa Wepperová, Dasha, Alena Průchová, Adam Koubek, Dušan Kollár a Jaromír Miškovič. Při úvodních představováních tanečních párů zaznívala píseň „I Feel Like Dancing“ od Jasona Mraze (kromě 2. a 5. dílu).

## Choreografové
Po dvou řadách projekt opustil hlavní choreograf Marek Zelinka. Tuto pozici si rozdělili Ivana Hannichová, která se starala o přípravu choreografií na úvod přenosů a speciální taneční čísla, a Martin Kolda, který pomáhal tanečním párům s jejich vystoupeními.

## Soutěžící
První účastníci řady byli představeni v dubnu 2024. Jako první byly 15. dubna odhaleny ženy. V soutěži se představí herečka Marta Dancingerová, herečka Jana Paulová, bojová sportovkyně Martina Ptáčková, kuchařka „Chili“ Ta Thuy Dung a herečka a zpěvačka Lucie Vondráčková. O dva dny později byli odhaleni také muži – pozvání do soutěže přijali herec Filip Blažek, spisovatel Patrik Hartl, herec Oskar Hes, paralympionik Jiří Ježek a hudebník Ondřej Ruml.
Celebrity doplnilo 10 profesionálů, představených 19. dubna – Lukáš Bartuněk, Kateřina Bartuněk Hrstková, Adriana Mašková, Jakub Mazůch, Lenka Nora Návorková, Robin Ondráček, Martin Prágr, Tereza Prucková, Andrea Třeštiková a Dominik Vodička. Konečné složení tanečních párů bylo zveřejněno 23. května 2024.
| Pořadí | Celebrita          | Povolání celebrity     | Profesionální tanečník     | Výsledek  |
| ------ | ------------------ | ---------------------- | -------------------------- | --------- |
| SD 9   | Oskar Hes          | herec                  | Kateřina Bartuněk Hrstková | 1. místo  |
| SD 5   | Marta Dancingerová | herečka a spisovatelka | Martin Prágr               | 2. místo  |
| SD 2   | Lucie Vondráčková  | herečka a zpěvačka     | Lukáš Bartuněk             | 3. místo  |
| SD 7   | Martina Ptáčková   | kickboxerka            | Dominik Vodička            | 4. místo  |
| SD 3   | Patrik Hartl       | spisovatel a režisér   | Tereza Prucková            | 5. místo  |
| SD 6   | Jana Paulová       | herečka a zpěvačka     | Robin Ondráček             | 6. místo  |
| SD 10  | Filip Blažek       | herec                  | Adriana Mašková            | 7. místo  |
| SD 4   | Chili Ta           | kuchařka a blogerka    | Jakub Mazůch               | 8. místo  |
| SD 8   | Jiří Ježek         | cyklista               | Lenka Nora Návorková       | 9. místo  |
| SD 1   | Ondřej Ruml        | zpěvák a herec         | Andrea Třeštiková          | 10. místo |

## Bodování
Porotci hodnotili soutěžní tance známkami od 1 (nejnižší známka) po 10 (nejvyšší známka) a diváci SMS zprávami. Pár s nejnižším hodnocením poroty získal do konečného hodnocení 1 bod, pár s nejvyšším hodnocením poroty 10 bodů (v 1. kole, následně podle počtu párů v kole). Rovněž páry obdrželi body podle počtu SMS zpráv od diváků. Při konečném hodnocení se body sečetli a pár s nejnižším počtem bodů soutěž opustil. Při rovnosti bodů rozhodoval vyšší počet SMS zpráv od diváků.
|  | nejvyšší body poroty |  | vyřazení ze soutěže |  | postup do dalšího kola a následné odstoupení |  | vyřazení ze soutěže a následný návrat |

| Pár         | Pár                        | Výsledek    | Bodování poroty v tanečních večerech | Bodování poroty v tanečních večerech | Bodování poroty v tanečních večerech | Bodování poroty v tanečních večerech | Bodování poroty v tanečních večerech | Bodování poroty v tanečních večerech | Bodování poroty v tanečních večerech | Bodování poroty v tanečních večerech | Bodování poroty v tanečních večerech | Bodování poroty v tanečních večerech | Bodování poroty v tanečních večerech | Bodování poroty v tanečních večerech |
| Pár         | Pár                        | Výsledek    | 1.                                   | 2.                                   | 1. + 2.                              | 3.                                   | 4.                                   | 5.                                   | 6.                                   | 7.                                   | 8.                                   | 7. + 8.                              | 9.                                   | 10.                                  |
| ----------- | -------------------------- | ----------- | ------------------------------------ | ------------------------------------ | ------------------------------------ | ------------------------------------ | ------------------------------------ | ------------------------------------ | ------------------------------------ | ------------------------------------ | ------------------------------------ | ------------------------------------ | ------------------------------------ | ------------------------------------ |
| SD 9        | Oskar Hes                  | 1. místo    | 23                                   | 25                                   | 23 + 25 = 48                         | 25                                   | 28                                   | 28                                   | 30                                   | 27                                   | 29 + 30 = 59                         | 86                                   | 30 + 29 = 59                         | 30 + 29 + 30 = 89                    |
| SD 9        | Kateřina Bartuněk Hrstková | 1. místo    | 23                                   | 25                                   | 23 + 25 = 48                         | 25                                   | 28                                   | 28                                   | 30                                   | 27                                   | 29 + 30 = 59                         | 86                                   | 30 + 29 = 59                         | 30 + 29 + 30 = 89                    |
| SD 5        | Marta Dancingerová         | 2. místo    | 20                                   | 24                                   | 20 + 24 = 44                         | 24                                   | 23                                   | 27                                   | 27 + 2 = 29                          | 30                                   | 26 + 30 = 56                         | 86                                   | 30 + 26 = 56                         | 30 + 28 + 30 = 88                    |
| SD 5        | Martin Prágr               | 2. místo    | 20                                   | 24                                   | 20 + 24 = 44                         | 24                                   | 23                                   | 27                                   | 27 + 2 = 29                          | 30                                   | 26 + 30 = 56                         | 86                                   | 30 + 26 = 56                         | 30 + 28 + 30 = 88                    |
| SD 2        | Lucie Vondráčková          | 3. místo    | 20                                   | 24                                   | 20 + 24 = 44                         | 19                                   | 25                                   | 23                                   | 28 + 2 = 30                          | 29                                   | 24 + 30 = 54                         | 83                                   | 28 + 24 = 52                         | 27 + 28 + 30 = 85                    |
| SD 2        | Lukáš Bartuněk             | 3. místo    | 20                                   | 24                                   | 20 + 24 = 44                         | 19                                   | 25                                   | 23                                   | 28 + 2 = 30                          | 29                                   | 24 + 30 = 54                         | 83                                   | 28 + 24 = 52                         | 27 + 28 + 30 = 85                    |
| SD 7        | Martina Ptáčková           | 4. místo    | 12                                   | 21                                   | 12 + 21 = 33                         | 17                                   | 22                                   | 18                                   | 24                                   | 19                                   | 21 + 25 = 46                         | 65                                   | 25 + 24 = 49                         | —                                    |
| SD 7        | Dominik Vodička            | 4. místo    | 12                                   | 21                                   | 12 + 21 = 33                         | 17                                   | 22                                   | 18                                   | 24                                   | 19                                   | 21 + 25 = 46                         | 65                                   | 25 + 24 = 49                         | —                                    |
| SD 3        | Patrik Hartl               | 5. místo    | 18                                   | 19                                   | 18 + 19 = 37                         | 21                                   | 19                                   | 21                                   | 24 + 2 = 26                          | 23                                   | 22 + 27 = 49                         | 72                                   | —                                    | —                                    |
| SD 3        | Tereza Prucková            | 5. místo    | 18                                   | 19                                   | 18 + 19 = 37                         | 21                                   | 19                                   | 21                                   | 24 + 2 = 26                          | 23                                   | 22 + 27 = 49                         | 72                                   | —                                    | —                                    |
| SD 6        | Jana Paulová               | 6. místo    | 24                                   | 19                                   | 24 + 19 = 43                         | 21                                   | 27                                   | 19                                   | 20                                   | —                                    | —                                    | —                                    | —                                    | —                                    |
| SD 6        | Robin Ondráček             | 6. místo    | 24                                   | 19                                   | 24 + 19 = 43                         | 21                                   | 27                                   | 19                                   | 20                                   | —                                    | —                                    | —                                    | —                                    | —                                    |
| SD 10       | Filip Blažek               | 7. místo    | 18                                   | 23                                   | 18 + 23 = 41                         | 18                                   | 27                                   | 21                                   | —                                    | —                                    | —                                    | —                                    | —                                    | —                                    |
| SD 10       | Adriana Mašková            | 7. místo    | 18                                   | 23                                   | 18 + 23 = 41                         | 18                                   | 27                                   | 21                                   | —                                    | —                                    | —                                    | —                                    | —                                    | —                                    |
| SD 4        | Chili Ta                   | 8. místo    | 22                                   | 23                                   | 22 + 23 = 45                         | 21                                   | 22                                   | —                                    | —                                    | —                                    | —                                    | —                                    | —                                    | —                                    |
| SD 4        | Jakub Mazůch               | 8. místo    | 22                                   | 23                                   | 22 + 23 = 45                         | 21                                   | 22                                   | —                                    | —                                    | —                                    | —                                    | —                                    | —                                    | —                                    |
| SD 8        | Jiří Ježek                 | 9. místo    | 23                                   | 22                                   | 23 + 22 = 45                         | 20                                   | —                                    | —                                    | —                                    | —                                    | —                                    | —                                    | —                                    | —                                    |
| SD 8        | Lenka Nora Návorková       | 9. místo    | 23                                   | 22                                   | 23 + 22 = 45                         | 20                                   | —                                    | —                                    | —                                    | —                                    | —                                    | —                                    | —                                    | —                                    |
| SD 1        | Ondřej Ruml                | 10. místo   | 15                                   | 21                                   | 15 + 21 = 36                         | —                                    | —                                    | —                                    | —                                    | —                                    | —                                    | —                                    | —                                    | —                                    |
| SD 1        | Andrea Třeštiková          | 10. místo   | 15                                   | 21                                   | 15 + 21 = 36                         | —                                    | —                                    | —                                    | —                                    | —                                    | —                                    | —                                    | —                                    | —                                    |
| Celkem      | Celkem                     | Celkem      | 195                                  | 221                                  | —                                    | 186                                  | 193                                  | 157                                  | 153 + 6 = 159                        | 128                                  | 264                                  | —                                    | 216                                  | 262                                  |
| Průměr      | Průměr                     | Průměr      | 19,5                                 | 22,1                                 | —                                    | 20,7                                 | 24,1                                 | 22,4                                 | 25,5 + 1 = 26,5                      | 25,6                                 | 52,8                                 | —                                    | 54                                   | 87,3                                 |
| Párů v kole | Párů v kole                | Párů v kole | 10                                   | 10                                   | —                                    | 9                                    | 8                                    | 7                                    | 6                                    | 5                                    | 5                                    | —                                    | 4                                    | 3                                    |

## Taneční večery

### 1. díl (12. října 2024)
Během prvního večera se tančil jive, tango a waltz. Žádný pár nevypadl a body poroty se započítali do 2. dílu. O úvodní taneční vystoupení na píseň „Uptown Funk“ od Marka Ronsona a Bruna Marse se postaralo 10 profesionálních tanečníků XIII. řady StarDance. 
Závěrečnou písní 1. večera byla „Give It Up“ od skupiny KC and the Sunshine Band.
| P   | Pár   | Pár                        | Tanec | Hudba                                               | Body   | Body    | Body    | Body   |
| P   | Pár   | Pár                        | Tanec | Hudba                                               | Genzer | Drexler | Tománek | Celkem |
| --- | ----- | -------------------------- | ----- | --------------------------------------------------- | ------ | ------- | ------- | ------ |
| 1.  | SD 1  | Ondřej Ruml                | jive  | „Hey! Baby“ (Bruce Channel)                         | 5      | 5       | 5       | 15     |
| 1.  | SD 1  | Andrea Třeštiková          | jive  | „Hey! Baby“ (Bruce Channel)                         | 5      | 5       | 5       | 15     |
| 2.  | SD 2  | Lucie Vondráčková          | tango | „I Wanna Be Your Slave“ (Måneskin)                  | 7      | 7       | 6       | 20     |
| 2.  | SD 2  | Lukáš Bartuněk             | tango | „I Wanna Be Your Slave“ (Måneskin)                  | 7      | 7       | 6       | 20     |
| 3.  | SD 3  | Patrik Hartl               | waltz | „Moon River“ (Audrey Hepburn/Snídaně u Tiffanyho)   | 6      | 6       | 6       | 18     |
| 3.  | SD 3  | Tereza Prucková            | waltz | „Moon River“ (Audrey Hepburn/Snídaně u Tiffanyho)   | 6      | 6       | 6       | 18     |
| 4.  | SD 4  | Chili Ta                   | jive  | „Land of a Thousand Dances“ (Chris Kenner)          | 7      | 7       | 8       | 22     |
| 4.  | SD 4  | Jakub Mazůch               | jive  | „Land of a Thousand Dances“ (Chris Kenner)          | 7      | 7       | 8       | 22     |
| 5.  | SD 5  | Marta Dancingerová         | tango | „Pedro“ (Raffaella Carrà)                           | 7      | 7       | 6       | 20     |
| 5.  | SD 5  | Martin Prágr               | tango | „Pedro“ (Raffaella Carrà)                           | 7      | 7       | 6       | 20     |
| 6.  | SD 6  | Jana Paulová               | waltz | „Un peu plus haut, un peu plus loin“ (Ginette Reno) | 8      | 8       | 8       | 24     |
| 6.  | SD 6  | Robin Ondráček             | waltz | „Un peu plus haut, un peu plus loin“ (Ginette Reno) | 8      | 8       | 8       | 24     |
| 7.  | SD 7  | Martina Ptáčková           | jive  | „Reet Petite“ (Jackie Wilson)                       | 4      | 4       | 4       | 12     |
| 7.  | SD 7  | Dominik Vodička            | jive  | „Reet Petite“ (Jackie Wilson)                       | 4      | 4       | 4       | 12     |
| 8.  | SD 8  | Jiří Ježek                 | tango | „Shivers“ (Ed Sheeran)                              | 8      | 8       | 7       | 23     |
| 8.  | SD 8  | Lenka Nora Návorková       | tango | „Shivers“ (Ed Sheeran)                              | 8      | 8       | 7       | 23     |
| 9.  | SD 9  | Oskar Hes                  | waltz | „Never Enough“ (Loren Allred/Největší showman)      | 8      | 8       | 7       | 23     |
| 9.  | SD 9  | Kateřina Bartuněk Hrstková | waltz | „Never Enough“ (Loren Allred/Největší showman)      | 8      | 8       | 7       | 23     |
| 10. | SD 10 | Filip Blažek               | jive  | „Boys Don't Cry“ (Mikolas Josef)                    | 6      | 6       | 6       | 18     |
| 10. | SD 10 | Adriana Mašková            | jive  | „Boys Don't Cry“ (Mikolas Josef)                    | 6      | 6       | 6       | 18     |

### 2. díl (19. října 2024)
Druhý díl představoval první vyřazovací kolo, kde páry tančily valčík, sambu a jive.
Ondřej Ruml a Andrea Třeštiková se rozloučili se soutěží tancem na píseň „Help Me Make It Through the Night“ od Krise Kristoffersona a Brendy Lee.
| P   | Pár   | Pár                        | Tanec  | Hudba                                                     | Body   | Body    | Body    | Body   |
| P   | Pár   | Pár                        | Tanec  | Hudba                                                     | Genzer | Drexler | Tománek | Celkem |
| --- | ----- | -------------------------- | ------ | --------------------------------------------------------- | ------ | ------- | ------- | ------ |
| 1.  | SD 10 | Filip Blažek               | valčík | „Voilà“ (Barbara Pravi)                                   | 8      | 8       | 7       | 23     |
| 1.  | SD 10 | Adriana Mašková            | valčík | „Voilà“ (Barbara Pravi)                                   | 8      | 8       | 7       | 23     |
| 2.  | SD 9  | Oskar Hes                  | samba  | „Hips Don't Lie“ (Shakira)                                | 8      | 8       | 9       | 25     |
| 2.  | SD 9  | Kateřina Bartuněk Hrstková | samba  | „Hips Don't Lie“ (Shakira)                                | 8      | 8       | 9       | 25     |
| 3.  | SD 8  | Jiří Ježek                 | jive   | „Mambo No. 5“ (Lou Bega)                                  | 7      | 8       | 7       | 22     |
| 3.  | SD 8  | Lenka Nora Návorková       | jive   | „Mambo No. 5“ (Lou Bega)                                  | 7      | 8       | 7       | 22     |
| 4.  | SD 7  | Martina Ptáčková           | valčík | „I'm with You“ (Avril Lavigne)                            | 7      | 7       | 7       | 21     |
| 4.  | SD 7  | Dominik Vodička            | valčík | „I'm with You“ (Avril Lavigne)                            | 7      | 7       | 7       | 21     |
| 5.  | SD 6  | Jana Paulová               | samba  | „Like a Samba“ (Tom Gaebel)                               | 7      | 6       | 6       | 19     |
| 5.  | SD 6  | Robin Ondráček             | samba  | „Like a Samba“ (Tom Gaebel)                               | 7      | 6       | 6       | 19     |
| 6.  | SD 5  | Marta Dancingerová         | jive   | „Proud Mary“ (Tina Turner)                                | 8      | 7       | 9       | 24     |
| 6.  | SD 5  | Martin Prágr               | jive   | „Proud Mary“ (Tina Turner)                                | 8      | 7       | 9       | 24     |
| 7.  | SD 4  | Chili Ta                   | valčík | „You Don't Own Me“ (Saygrace & G-Eazy/Sebevražedný oddíl) | 8      | 9       | 6       | 23     |
| 7.  | SD 4  | Jakub Mazůch               | valčík | „You Don't Own Me“ (Saygrace & G-Eazy/Sebevražedný oddíl) | 8      | 9       | 6       | 23     |
| 8.  | SD 3  | Patrik Hartl               | samba  | „Ese beso“ (Nancy Ames)                                   | 6      | 6       | 7       | 19     |
| 8.  | SD 3  | Tereza Prucková            | samba  | „Ese beso“ (Nancy Ames)                                   | 6      | 6       | 7       | 19     |
| 9.  | SD 2  | Lucie Vondráčková          | jive   | „Maniac“ (Michael Sembello/Flashdance)                    | 8      | 8       | 8       | 24     |
| 9.  | SD 2  | Lukáš Bartuněk             | jive   | „Maniac“ (Michael Sembello/Flashdance)                    | 8      | 8       | 8       | 24     |
| 10. | SD 1  | Ondřej Ruml                | valčík | „Přejdi Jordán“ (Helena Vondráčková)                      | 7      | 7       | 7       | 21     |
| 10. | SD 1  | Andrea Třeštiková          | valčík | „Přejdi Jordán“ (Helena Vondráčková)                      | 7      | 7       | 7       | 21     |

### 3. díl – Sedmdesátky (26. října 2024)
Třetí taneční večer byl tematicky zaměřen na světové hity ze 70. let a páry zatančily cha-chu, valčík a rumbu. O úvodní vystoupen na kolečkových bruslích se postaraly Prague Roller Girls a Hakim Saber na píseň „Don't Stop 'Til You Get Enough“ od Michaela Jacksona. Tanečním párům při úvodním představování hrál MoonDance Orchestra píseň „Y.M.C.A.“ od Village People.
Jiří Ježek a Lenka Nora Návorková se rozloučili se soutěží tancem na píseň „Mandy“ od Barryho Manilowa.
| P  | Pár   | Pár                        | Tanec   | Hudba                               | Body   | Body    | Body    | Body   |
| P  | Pár   | Pár                        | Tanec   | Hudba                               | Genzer | Drexler | Tománek | Celkem |
| -- | ----- | -------------------------- | ------- | ----------------------------------- | ------ | ------- | ------- | ------ |
| 1. | SD 7  | Martina Ptáčková           | cha-cha | „One Way Ticket“ (Eruption)         | 6      | 6       | 5       | 17     |
| 1. | SD 7  | Dominik Vodička            | cha-cha | „One Way Ticket“ (Eruption)         | 6      | 6       | 5       | 17     |
| 2. | SD 6  | Jana Paulová               | valčík  | „Annie's Song (John Denver)         | 7      | 7       | 7       | 21     |
| 2. | SD 6  | Robin Ondráček             | valčík  | „Annie's Song (John Denver)         | 7      | 7       | 7       | 21     |
| 3. | SD 2  | Lucie Vondráčková          | rumba   | „How Deep Is Your Love“ (Bee Gees)  | 7      | 5       | 7       | 19     |
| 3. | SD 2  | Lukáš Bartuněk             | rumba   | „How Deep Is Your Love“ (Bee Gees)  | 7      | 5       | 7       | 19     |
| 4. | SD 10 | Filip Blažek               | cha-cha | „I Was Made for Lovin' You“ (KISS)  | 6      | 6       | 6       | 18     |
| 4. | SD 10 | Adriana Mašková            | cha-cha | „I Was Made for Lovin' You“ (KISS)  | 6      | 6       | 6       | 18     |
| 5. | SD 3  | Patrik Hartl               | valčík  | „She's Always a Woman“ (Billy Joel) | 7      | 7       | 7       | 21     |
| 5. | SD 3  | Tereza Prucková            | valčík  | „She's Always a Woman“ (Billy Joel) | 7      | 7       | 7       | 21     |
| 6. | SD 8  | Jiří Ježek                 | rumba   | „Ain't No Sunshine“ (Bill Withers)  | 7      | 7       | 6       | 20     |
| 6. | SD 8  | Lenka Nora Návorková       | rumba   | „Ain't No Sunshine“ (Bill Withers)  | 7      | 7       | 6       | 20     |
| 7. | SD 4  | Chili Ta                   | cha-cha | „Highway to Hell“ (AC/DC)           | 7      | 6       | 8       | 21     |
| 7. | SD 4  | Jakub Mazůch               | cha-cha | „Highway to Hell“ (AC/DC)           | 7      | 6       | 8       | 21     |
| 8. | SD 5  | Marta Dancingerová         | rumba   | „Imagine“ (John Lennon)             | 8      | 8       | 8       | 24     |
| 8. | SD 5  | Martin Prágr               | rumba   | „Imagine“ (John Lennon)             | 8      | 8       | 8       | 24     |
| 9. | SD 9  | Oskar Hes                  | valčík  | „Piano Man“ (Billy Joel)            | 9      | 9       | 7       | 25     |
| 9. | SD 9  | Kateřina Bartuněk Hrstková | valčík  | „Piano Man“ (Billy Joel)            | 9      | 9       | 7       | 25     |

### 4. díl (2. listopadu 2024)
Během čtvrtého večera se tančil waltz, paso doble a quickstep.
Chili Ta a Jakub Mazůch se rozloučili se soutěží tancem na píseň „Who's Gonna Stop the Rain“ od Anastacie.
| P  | Pár   | Pár                        | Tanec      | Hudba                                                    | Body   | Body    | Body    | Body   |
| P  | Pár   | Pár                        | Tanec      | Hudba                                                    | Genzer | Drexler | Tománek | Celkem |
| -- | ----- | -------------------------- | ---------- | -------------------------------------------------------- | ------ | ------- | ------- | ------ |
| 1. | SD 4  | Chili Ta                   | waltz      | „Je suis malade“ (Lara Fabian)                           | 7      | 7       | 8       | 22     |
| 1. | SD 4  | Jakub Mazůch               | waltz      | „Je suis malade“ (Lara Fabian)                           | 7      | 7       | 8       | 22     |
| 2. | SD 3  | Patrik Hartl               | paso doble | „James Bond Theme“ (Monty Norman)                        | 6      | 6       | 7       | 19     |
| 2. | SD 3  | Tereza Prucková            | paso doble | „James Bond Theme“ (Monty Norman)                        | 6      | 6       | 7       | 19     |
| 3. | SD 5  | Marta Dancingerová         | quickstep  | „Valerie“ (Mark Ronson & Amy Winehouse)                  | 8      | 7       | 8       | 23     |
| 3. | SD 5  | Martin Prágr               | quickstep  | „Valerie“ (Mark Ronson & Amy Winehouse)                  | 8      | 7       | 8       | 23     |
| 4. | SD 7  | Martina Ptáčková           | waltz      | „Greenwaves“ (Secret Garden)                             | 7      | 8       | 7       | 22     |
| 4. | SD 7  | Dominik Vodička            | waltz      | „Greenwaves“ (Secret Garden)                             | 7      | 8       | 7       | 22     |
| 5. | SD 9  | Oskar Hes                  | paso doble | „Toss a Coin to Your Witcher“ (Joey Batey/Zaklínač)      | 10     | 8       | 10      | 28     |
| 5. | SD 9  | Kateřina Bartuněk Hrstková | paso doble | „Toss a Coin to Your Witcher“ (Joey Batey/Zaklínač)      | 10     | 8       | 10      | 28     |
| 6. | SD 2  | Lucie Vondráčková          | quickstep  | „Já půjdu tam a ty tam“ (Helena Vondráčková & Jiří Korn) | 9      | 8       | 8       | 25     |
| 6. | SD 2  | Lukáš Bartuněk             | quickstep  | „Já půjdu tam a ty tam“ (Helena Vondráčková & Jiří Korn) | 9      | 8       | 8       | 25     |
| 7. | SD 10 | Filip Blažek               | waltz      | „Notte“ (Luciano Pavarotti)                              | 9      | 9       | 9       | 27     |
| 7. | SD 10 | Adriana Mašková            | waltz      | „Notte“ (Luciano Pavarotti)                              | 9      | 9       | 9       | 27     |
| 8. | SD 6  | Jana Paulová               | paso doble | „Malagueña“ (Brian Setzer)                               | 8      | 10      | 9       | 27     |
| 8. | SD 6  | Robin Ondráček             | paso doble | „Malagueña“ (Brian Setzer)                               | 8      | 10      | 9       | 27     |

### 5. díl – Muzikálový večer (9. listopadu 2024)
Během pátého dílu se tančila cha-cha, quickstep a rumba na melodie ze slavných muzikálů. K párům se připojila taneční skupina a tentokrát netančili na živou hudbu. V úvodním vystoupení zazpívali Kateřina Marie Fialová a Kristian Pekar píseň „This Is Me“ z muzikálu Největší showman za doprovodu taneční skupiny. Tanečním párům při úvodním představování hrála píseň „Gimme! Gimme! Gimme!“ od skupiny ABBA, která zazněla také v muzikálu Mamma Mia!.
Filip Blažek a Adriana Mašková se rozloučili se soutěží tancem na píseň „Can You Feel the Love Tonight“ od Eltona Johna.
| P  | Pár   | Pár                        | Tanec     | Hudba                                                         | Muzikál                | Body   | Body    | Body    | Body   |
| P  | Pár   | Pár                        | Tanec     | Hudba                                                         | Muzikál                | Genzer | Drexler | Tománek | Celkem |
| -- | ----- | -------------------------- | --------- | ------------------------------------------------------------- | ---------------------- | ------ | ------- | ------- | ------ |
| 1. | SD 2  | Lucie Vondráčková          | cha-cha   | „Lady Marmalade“ (Christina Aguilera & Mya & Pink & Lil' Kim) | Moulin Rouge!          | 8      | 8       | 7       | 23     |
| 1. | SD 2  | Lukáš Bartuněk             | cha-cha   | „Lady Marmalade“ (Christina Aguilera & Mya & Pink & Lil' Kim) | Moulin Rouge!          | 8      | 8       | 7       | 23     |
| 2. | SD 6  | Jana Paulová               | quickstep | „Overture“, „All That Jazz“ (John Kander & Fred Ebb)          | Chicago                | 6      | 7       | 6       | 19     |
| 2. | SD 6  | Robin Ondráček             | quickstep | „Overture“, „All That Jazz“ (John Kander & Fred Ebb)          | Chicago                | 6      | 7       | 6       | 19     |
| 3. | SD 7  | Martina Ptáčková           | rumba     | „Could We Start Again, Please?“ (Andrew Lloyd Webber)         | Jesus Christ Superstar | 6      | 6       | 6       | 18     |
| 3. | SD 7  | Dominik Vodička            | rumba     | „Could We Start Again, Please?“ (Andrew Lloyd Webber)         | Jesus Christ Superstar | 6      | 6       | 6       | 18     |
| 4. | SD 5  | Marta Dancingerová         | cha-cha   | „We're All in This Together“ (Matthew Gerrard & Robbie Nevil) | Muzikál ze střední     | 9      | 9       | 9       | 27     |
| 4. | SD 5  | Martin Prágr               | cha-cha   | „We're All in This Together“ (Matthew Gerrard & Robbie Nevil) | Muzikál ze střední     | 9      | 9       | 9       | 27     |
| 5. | SD 3  | Patrik Hartl               | quickstep | „Hello, Dolly!“ (Louis Armstrong)                             | Hello, Dolly!          | 7      | 7       | 7       | 21     |
| 5. | SD 3  | Tereza Prucková            | quickstep | „Hello, Dolly!“ (Louis Armstrong)                             | Hello, Dolly!          | 7      | 7       | 7       | 21     |
| 6. | SD 10 | Filip Blažek               | rumba     | „Seasons of Love“ (Jonathan Larson)                           | Rent                   | 7      | 7       | 7       | 21     |
| 6. | SD 10 | Adriana Mašková            | rumba     | „Seasons of Love“ (Jonathan Larson)                           | Rent                   | 7      | 7       | 7       | 21     |
| 7. | SD 9  | Oskar Hes                  | quickstep | „Show Me How You Burlesque“ (Christina Aguilera)              | Varieté                | 10     | 10      | 8       | 28     |
| 7. | SD 9  | Kateřina Bartuněk Hrstková | quickstep | „Show Me How You Burlesque“ (Christina Aguilera)              | Varieté                | 10     | 10      | 8       | 28     |

### 6. díl (16. listopadu 2024)
Na konci šestého dílu zůstala už jen polovina tanečních párů. Tančil se jive, tango a valčík a na konci večera se páry rozdělily do dvou týmů a zabojovaly o dva bonusové body v tanečním vystoupení na píseň „America“ z muzikálu West Side Story.
Jana Paulová a Robin Ondráček se rozloučili se soutěží tancem na píseň „Don't Dream It's Over“ od Crowded House.
| P  | Pár  | Pár                        | Tanec  | Hudba                                                | Body   | Body    | Body    | Body        | Body   |
| P  | Pár  | Pár                        | Tanec  | Hudba                                                | Genzer | Drexler | Tománek | Souboj týmů | Celkem |
| -- | ---- | -------------------------- | ------ | ---------------------------------------------------- | ------ | ------- | ------- | ----------- | ------ |
| 1. | SD 9 | Oskar Hes                  | jive   | „Runaway Baby“ (Bruno Mars)                          | 10     | 10      | 10      | 0           | 30     |
| 1. | SD 9 | Kateřina Bartuněk Hrstková | jive   | „Runaway Baby“ (Bruno Mars)                          | 10     | 10      | 10      | 0           | 30     |
| 2. | SD 7 | Martina Ptáčková           | tango  | „Tango“ (Mgzavrebi)                                  | 8      | 8       | 8       | 0           | 24     |
| 2. | SD 7 | Dominik Vodička            | tango  | „Tango“ (Mgzavrebi)                                  | 8      | 8       | 8       | 0           | 24     |
| 3. | SD 2 | Lucie Vondráčková          | valčík | „Málo mě zná“ (Iveta Bartošová)                      | 9      | 10      | 9       | 2           | 30     |
| 3. | SD 2 | Lukáš Bartuněk             | valčík | „Málo mě zná“ (Iveta Bartošová)                      | 9      | 10      | 9       | 2           | 30     |
| 4. | SD 6 | Jana Paulová               | jive   | „Get Over It“ (Eagles)                               | 7      | 6       | 7       | 0           | 20     |
| 4. | SD 6 | Robin Ondráček             | jive   | „Get Over It“ (Eagles)                               | 7      | 6       | 7       | 0           | 20     |
| 5. | SD 5 | Marta Dancingerová         | valčík | „Stín katedrál“ (Václav Neckář & Helena Vondráčková) | 9      | 9       | 9       | 2           | 29     |
| 5. | SD 5 | Martin Prágr               | valčík | „Stín katedrál“ (Václav Neckář & Helena Vondráčková) | 9      | 9       | 9       | 2           | 29     |
| 6. | SD 3 | Patrik Hartl               | jive   | „Don't Be Cruel“ (Elvis Presley)                     | 8      | 8       | 8       | 2           | 26     |
| 6. | SD 3 | Tereza Prucková            | jive   | „Don't Be Cruel“ (Elvis Presley)                     | 8      | 8       | 8       | 2           | 26     |

### 7. díl – Centrum Paraple (23. listopadu 2024)
Sedmý večer byl již posedmé v historii StarDance benefiční, získaný finanční obnos byl věnován Centru Paraple. Klienti Centra Paraple se stali patrony zbývajících pěti párů, kteří pro ně zatančili paso doble, slowfox a sambu. Jako obvykle se v tomto kole nevyřazovalo. V úvodním předtančení vystoupili profesionální tanečníci, kteří při tom využili vozíky na píseň „Rock This Town“ od skupiny Stray Cats. Všechny taneční páry a jejich patroni se představily ve druhé části večera ve společné choreografii na písně z filmů Kolja a Na samotě u lesa.
Závěrečnou písní 7. večera byla „I Can See Clearly Now“ od Jimmyho Cliffa.
| P  | Pár  | Pár                        | Tanec      | Hudba                                      | Body   | Body    | Body    | Body   |
| P  | Pár  | Pár                        | Tanec      | Hudba                                      | Genzer | Drexler | Tománek | Celkem |
| -- | ---- | -------------------------- | ---------- | ------------------------------------------ | ------ | ------- | ------- | ------ |
| 1. | SD 5 | Marta Dancingerová         | paso doble | „Uccen“ (Taalbi Brothers)                  | 10     | 10      | 10      | 30     |
| 1. | SD 5 | Martin Prágr               | paso doble | „Uccen“ (Taalbi Brothers)                  | 10     | 10      | 10      | 30     |
| 2. | SD 3 | Patrik Hartl               | slowfox    | „When You Smile“ (Roberta Flack)           | 8      | 7       | 8       | 23     |
| 2. | SD 3 | Tereza Prucková            | slowfox    | „When You Smile“ (Roberta Flack)           | 8      | 7       | 8       | 23     |
| 3. | SD 7 | Martina Ptáčková           | samba      | „It Had Better Be Tonight“ (Michael Bublé) | 7      | 6       | 6       | 19     |
| 3. | SD 7 | Dominik Vodička            | samba      | „It Had Better Be Tonight“ (Michael Bublé) | 7      | 6       | 6       | 19     |
| 4. | SD 9 | Oskar Hes                  | slowfox    | „Fever“ (Michael Bublé)                    | 10     | 9       | 8       | 27     |
| 4. | SD 9 | Kateřina Bartuněk Hrstková | slowfox    | „Fever“ (Michael Bublé)                    | 10     | 9       | 8       | 27     |
| 5. | SD 2 | Lucie Vondráčková          | paso doble | „Seven Nation Army“ (The White Stripes)    | 10     | 9       | 10      | 29     |
| 5. | SD 2 | Lukáš Bartuněk             | paso doble | „Seven Nation Army“ (The White Stripes)    | 10     | 9       | 10      | 29     |

### 8. díl (30. listopadu 2024)
V osmém večeru zatančil každý pár dvakrát, v první části se tančil quickstep, cha-cha a slowfox. Ve druhé části večera předvedly páry současný tanec spolu s taneční skupinou 420PEOPLE pod vedením Václava Kuneše.
Lucie Vondráčková a Lukáš Bartuněk se loučili se soutěží tancem na píseň „Save the Best for Last“ od Vanessy Williams.
| P   | Pár  | Pár                        | Tanec          | Hudba                                                        | Body   | Body    | Body    | Body   |
| P   | Pár  | Pár                        | Tanec          | Hudba                                                        | Genzer | Drexler | Tománek | Celkem |
| --- | ---- | -------------------------- | -------------- | ------------------------------------------------------------ | ------ | ------- | ------- | ------ |
| 1.  | SD 7 | Martina Ptáčková           | quickstep      | „Flying“ (Nice Little Penguins)                              | 7      | 7       | 7       | 21     |
| 1.  | SD 7 | Dominik Vodička            | quickstep      | „Flying“ (Nice Little Penguins)                              | 7      | 7       | 7       | 21     |
| 2.  | SD 3 | Patrik Hartl               | cha-cha        | „Pata Pata“ (Miriam Makeba)                                  | 7      | 7       | 8       | 22     |
| 2.  | SD 3 | Tereza Prucková            | cha-cha        | „Pata Pata“ (Miriam Makeba)                                  | 7      | 7       | 8       | 22     |
| 3.  | SD 2 | Lucie Vondráčková          | slowfox        | „Singin' in the Rain“ (Gene Kelly)                           | 8      | 8       | 8       | 24     |
| 3.  | SD 2 | Lukáš Bartuněk             | slowfox        | „Singin' in the Rain“ (Gene Kelly)                           | 8      | 8       | 8       | 24     |
| 4.  | SD 9 | Oskar Hes                  | cha-cha        | „I'm Outta Love“ (Anastacia)                                 | 10     | 10      | 9       | 29     |
| 4.  | SD 9 | Kateřina Bartuněk Hrstková | cha-cha        | „I'm Outta Love“ (Anastacia)                                 | 10     | 10      | 9       | 29     |
| 5.  | SD 5 | Marta Dancingerová         | slowfox        | „Bude mi lehká zem“ (Petr Hapka & Jana Kirschner)            | 9      | 9       | 8       | 26     |
| 5.  | SD 5 | Martin Prágr               | slowfox        | „Bude mi lehká zem“ (Petr Hapka & Jana Kirschner)            | 9      | 9       | 8       | 26     |
| 6.  | SD 7 | Martina Ptáčková           | současný tanec | „It Must Have Been Love“ (Roxette)                           | 8      | 9       | 8       | 25     |
| 6.  | SD 7 | Dominik Vodička            | současný tanec | „It Must Have Been Love“ (Roxette)                           | 8      | 9       | 8       | 25     |
| 7.  | SD 3 | Patrik Hartl               | současný tanec | „Cups“ (Anna Kendrick)                                       | 9      | 9       | 9       | 27     |
| 7.  | SD 3 | Tereza Prucková            | současný tanec | „Cups“ (Anna Kendrick)                                       | 9      | 9       | 9       | 27     |
| 8.  | SD 2 | Lucie Vondráčková          | současný tanec | „Píseň samotářky“ (Bídníci)                                  | 10     | 10      | 10      | 30     |
| 8.  | SD 2 | Lukáš Bartuněk             | současný tanec | „Píseň samotářky“ (Bídníci)                                  | 10     | 10      | 10      | 30     |
| 9.  | SD 9 | Oskar Hes                  | současný tanec | „Kříž“ (David Stypka)                                        | 10     | 10      | 10      | 30     |
| 9.  | SD 9 | Kateřina Bartuněk Hrstková | současný tanec | „Kříž“ (David Stypka)                                        | 10     | 10      | 10      | 30     |
| 10. | SD 5 | Marta Dancingerová         | současný tanec | „Comptine d'un autre été“ (Yann Tiersen/Amélie z Montmartru) | 10     | 10      | 10      | 30     |
| 10. | SD 5 | Martin Prágr               | současný tanec | „Comptine d'un autre été“ (Yann Tiersen/Amélie z Montmartru) | 10     | 10      | 10      | 30     |

### 9. díl – Semifinále (7. prosince 2024)
Patrik Hartl s Terezou Pruckovou sice postoupili do semifinálového kola, partner se ale před jeho konáním na doporučení lékařů rozhodl ze soutěže odstoupit. Do soutěže se tak vrátili Lucie Vondráčková a Lukáš Bartuněk, kteří byly původně vyřazeni v 8. kole. Páry zatančily waltz, rumbu, sambu, slowfox, tango a paso doble. O úvodní vystoupení se postarala taneční skupina Vibrasil Samba Show, která zatančila sambu na píseň „É pra valer“ od skupiny Samba Squad. Na začátku 2. části večera moderátoři oznámili 2 páry s nejvyšším počtem bodů, které postoupili přímo do finále. Dva zbývající páry zatančily ještě jednou, načež pouze diváci rozhodli v SMS hlasování o tom, který pár doplnil finálové páry. Před samotným vyhlášením zatančily flamenco Dita Kándlová a Virginia Delgado.
Martina Ptáčková a Dominik Vodička se rozloučili se soutěží tancem na píseň „You've Got a Friend“ od Jamesa Taylora.
| P   | Pár  | Pár                        | Tanec      | Hudba                                                         | Body   | Body    | Body    | Body   |
| P   | Pár  | Pár                        | Tanec      | Hudba                                                         | Genzer | Drexler | Tománek | Celkem |
| --- | ---- | -------------------------- | ---------- | ------------------------------------------------------------- | ------ | ------- | ------- | ------ |
| 1.  | SD 2 | Lucie Vondráčková          | waltz      | „If I Were a Painting“ (Kenny Rogers)                         | 9      | 10      | 9       | 28     |
| 1.  | SD 2 | Lukáš Bartuněk             | waltz      | „If I Were a Painting“ (Kenny Rogers)                         | 9      | 10      | 9       | 28     |
| 2.  | SD 9 | Oskar Hes                  | rumba      | „Man in the Mirror“ (Michael Jackson)                         | 10     | 10      | 10      | 30     |
| 2.  | SD 9 | Kateřina Bartuněk Hrstková | rumba      | „Man in the Mirror“ (Michael Jackson)                         | 10     | 10      | 10      | 30     |
| 3.  | SD 5 | Marta Dancingerová         | samba      | „Ma fiancée, elle est partie“ (Dany Brillant)                 | 10     | 10      | 10      | 30     |
| 3.  | SD 5 | Martin Prágr               | samba      | „Ma fiancée, elle est partie“ (Dany Brillant)                 | 10     | 10      | 10      | 30     |
| 4.  | SD 7 | Martina Ptáčková           | slowfox    | „Ain't No Mountain High Enough“ (Marvin Gaye & Tammi Terrell) | 8      | 9       | 8       | 25     |
| 4.  | SD 7 | Dominik Vodička            | slowfox    | „Ain't No Mountain High Enough“ (Marvin Gaye & Tammi Terrell) | 8      | 9       | 8       | 25     |
| 5.  | SD 2 | Lucie Vondráčková          | samba      | „Volare“ (Gipsy Kings)                                        | 8      | 8       | 8       | 24     |
| 5.  | SD 2 | Lukáš Bartuněk             | samba      | „Volare“ (Gipsy Kings)                                        | 8      | 8       | 8       | 24     |
| 6.  | SD 9 | Oskar Hes                  | tango      | „Dernière danse“ (Indila)                                     | 10     | 10      | 9       | 29     |
| 6.  | SD 9 | Kateřina Bartuněk Hrstková | tango      | „Dernière danse“ (Indila)                                     | 10     | 10      | 9       | 29     |
| 7.  | SD 5 | Marta Dancingerová         | waltz      | „And Then I Kissed Him“ (Hans Zimmer/Pearl Harbor)            | 9      | 9       | 8       | 26     |
| 7.  | SD 5 | Martin Prágr               | waltz      | „And Then I Kissed Him“ (Hans Zimmer/Pearl Harbor)            | 9      | 9       | 8       | 26     |
| 8.  | SD 7 | Martina Ptáčková           | paso doble | „Kytička“ (Zuzana Navarová)                                   | 8      | 8       | 8       | 24     |
| 8.  | SD 7 | Dominik Vodička            | paso doble | „Kytička“ (Zuzana Navarová)                                   | 8      | 8       | 8       | 24     |
| 9.  | SD 5 | Marta Dancingerová         | jive       | „Proud Mary“ (Tina Turner)                                    | —      | —       | —       | —      |
| 9.  | SD 5 | Martin Prágr               | jive       | „Proud Mary“ (Tina Turner)                                    | —      | —       | —       | —      |
| 10. | SD 7 | Martina Ptáčková           | valčík     | „I'm with You“ (Avril Lavigne)                                | —      | —       | —       | —      |
| 10. | SD 7 | Dominik Vodička            | valčík     | „I'm with You“ (Avril Lavigne)                                | —      | —       | —       | —      |

### 10. díl – Finále (14. prosince 2024)
Ve finálovém dílu byl určen král a královna tanečního parketu tohoto ročníku. Každý pár se představil čtyřikrát –⁠ zatančili svůj nejlepší nejlepší latinskoamerický tanec, standardní tanec, freestyle a nejlepší tanec podle výběru tanečníků. O úvodní vystoupení se postarali profesionální tanečníci, kteří předvedli společnou choreografii pod vedením Ivany Hannichové na píseň „Get the Party Started“ od Shirley Bassey. Ke konci první části večera se na parket vrátili také vyřazené páry, které zatančili část jednoho ze svých tanců. Před samotným vyhlášením vítězného páru předvedly všechny páry společný tanec na píseň „Hádej“, kterou zazpíval Ondřej Ruml spolu s dětským pěveckým sborem Coro Piccolo.
Závěrečnou písní XIII. ročníku StarDance byla  „Y.M.C.A.“ od Village People.
| P   | Pár  | Pár                        | Tanec      | Hudba                                                    | Body   | Body    | Body    | Body   |
| P   | Pár  | Pár                        | Tanec      | Hudba                                                    | Genzer | Drexler | Tománek | Celkem |
| --- | ---- | -------------------------- | ---------- | -------------------------------------------------------- | ------ | ------- | ------- | ------ |
| 1.  | SD 2 | Lucie Vondráčková          | paso doble | „Seven Nation Army“ (The White Stripes)                  | 9      | 9       | 9       | 27     |
| 1.  | SD 2 | Lukáš Bartuněk             | paso doble | „Seven Nation Army“ (The White Stripes)                  | 9      | 9       | 9       | 27     |
| 2.  | SD 9 | Oskar Hes                  | samba      | „Hips Don't Lie“ (Shakira)                               | 10     | 10      | 10      | 30     |
| 2.  | SD 9 | Kateřina Bartuněk Hrstková | samba      | „Hips Don't Lie“ (Shakira)                               | 10     | 10      | 10      | 30     |
| 3.  | SD 5 | Marta Dancingerová         | paso doble | „Uccen“ (Taalbi Brothers)                                | 10     | 10      | 10      | 30     |
| 3.  | SD 5 | Martin Prágr               | paso doble | „Uccen“ (Taalbi Brothers)                                | 10     | 10      | 10      | 30     |
| 4.  | SD 2 | Lucie Vondráčková          | valčík     | „Málo mě zná“ (Iveta Bartošová)                          | 9      | 9       | 10      | 28     |
| 4.  | SD 2 | Lukáš Bartuněk             | valčík     | „Málo mě zná“ (Iveta Bartošová)                          | 9      | 9       | 10      | 28     |
| 5.  | SD 9 | Oskar Hes                  | waltz      | „Never Enough“ (Loren Allred/Největší showman)           | 10     | 10      | 9       | 29     |
| 5.  | SD 9 | Kateřina Bartuněk Hrstková | waltz      | „Never Enough“ (Loren Allred/Největší showman)           | 10     | 10      | 9       | 29     |
| 6.  | SD 5 | Marta Dancingerová         | valčík     | „Stín katedrál“ (Václav Neckář & Helena Vondráčková)     | 9      | 10      | 9       | 28     |
| 6.  | SD 5 | Martin Prágr               | valčík     | „Stín katedrál“ (Václav Neckář & Helena Vondráčková)     | 9      | 10      | 9       | 28     |
| 7.  | SD 2 | Lucie Vondráčková          | freestyle  | „Survivor“ (Destiny's Child)                             | 10     | 10      | 10      | 30     |
| 7.  | SD 2 | Lukáš Bartuněk             | freestyle  | „Survivor“ (Destiny's Child)                             | 10     | 10      | 10      | 30     |
| 8.  | SD 9 | Oskar Hes                  | freestyle  | „Papaoutai“ (Stromae)                                    | 10     | 10      | 10      | 30     |
| 8.  | SD 9 | Kateřina Bartuněk Hrstková | freestyle  | „Papaoutai“ (Stromae)                                    | 10     | 10      | 10      | 30     |
| 9.  | SD 5 | Marta Dancingerová         | freestyle  | „Ej, šandári, šandári“                                   | 10     | 10      | 10      | 30     |
| 9.  | SD 5 | Martin Prágr               | freestyle  | „Ej, šandári, šandári“                                   | 10     | 10      | 10      | 30     |
| 10. | SD 2 | Lucie Vondráčková          | quickstep  | „Já půjdu tam a ty tam“ (Helena Vondráčková & Jiří Korn) | —      | —       | —       | —      |
| 10. | SD 2 | Lukáš Bartuněk             | quickstep  | „Já půjdu tam a ty tam“ (Helena Vondráčková & Jiří Korn) | —      | —       | —       | —      |
| 11. | SD 9 | Oskar Hes                  | jive       | „Runaway Baby“ (Bruno Mars)                              | —      | —       | —       | —      |
| 11. | SD 9 | Kateřina Bartuněk Hrstková | jive       | „Runaway Baby“ (Bruno Mars)                              | —      | —       | —       | —      |
| 12. | SD 5 | Marta Dancingerová         | samba      | „Ma fiancée, elle est partie“ (Dany Brillant)            | —      | —       | —       | —      |
| 12. | SD 5 | Martin Prágr               | samba      | „Ma fiancée, elle est partie“ (Dany Brillant)            | —      | —       | —       | —      |

## Sledovanost
| P      | Datum premiéry     | Sledovanost | Sledovanost    | Sledovanost    | Sledovanost    | Sledovanost |
| P      | Datum premiéry     | 15+         | Podíl dle věku | Podíl dle věku | Podíl dle věku | Zdroj       |
| P      | Datum premiéry     | 15+         | 15+            | 15–54          | 18–69          | Zdroj       |
| ------ | ------------------ | ----------- | -------------- | -------------- | -------------- | ----------- |
| 1.     | 12. října 2024     | 1 508 000   | 43,0 %         | 41,1 %         | 40,0 %         | [ 21 ]      |
| 2.     | 19. října 2024     | 1 496 000   | 46,3 %         | 43,2 %         | 42,5 %         | [ 22 ]      |
| 3.     | 26. října 2024     | 1 449 500   | 45,9 %         | 42,1 %         | 40,8 %         | [ 23 ]      |
| 4.     | 2. listopadu 2024  | 1 527 500   | 45,9 %         | 41,8 %         | 42,4 %         | [ 24 ]      |
| 5.     | 9. listopadu 2024  | 1 675 000   | 48,7 %         | 46,4 %         | 45,5 %         | [ 25 ]      |
| 6.     | 16. listopadu 2024 | 1 557 000   | 44,0 %         | 41,3 %         | 40,5 %         | [ 26 ]      |
| 7.     | 23. listopadu 2024 | 1 357 500   | 40,6 %         | 36,3 %         | 36,5 %         | [ 27 ]      |
| 8.     | 30. listopadu 2024 | 1 519 000   | 45,9 %         | 42,6 %         | 41,6 %         | [ 28 ]      |
| 9.     | 7. prosince 2024   | 1 557 000   | 45,4 %         | 42,6 %         | 41,6 %         | [ 29 ]      |
| 10.    | 14. prosince 2024  | 1 746 500   | 52,0 %         | 50,6 %         | 48,5 %         | [ 30 ]      |
| Průměr | Průměr             | 1 539 300   | 45,8 %         | 42,8 %         | 42,0 %         | —           |